# Думний дуб

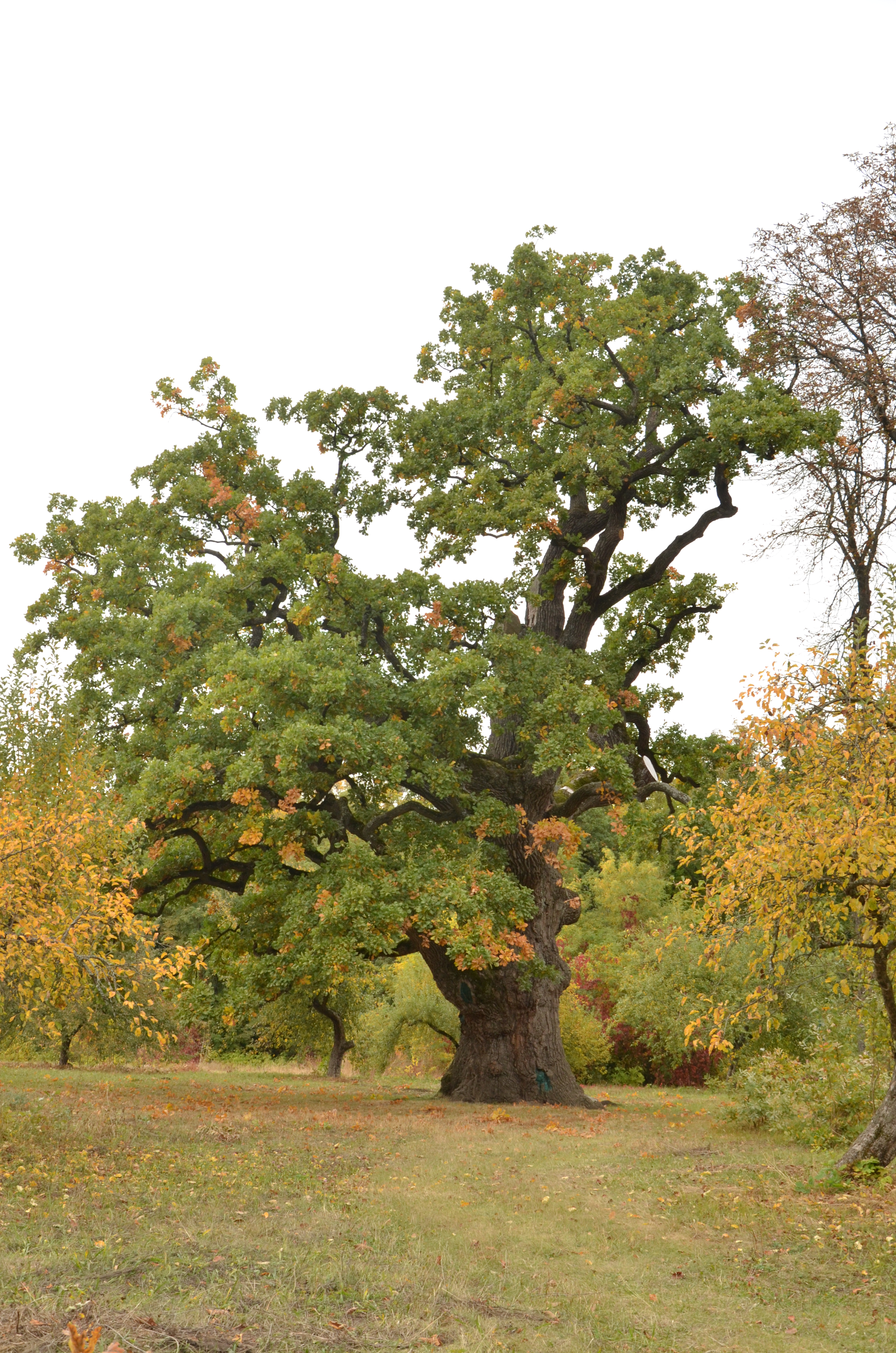
Думний дуб

Думний дуб — ботанічна пам'ятка природи місцевого значення. Об'єкт розташований на території Звенигородського району Черкаської області, в адмінмежах Будищанської сільської ради, територія Шевченківського коледжу Уманського ДАУ.
Площа — 0,01 га, статус отриманий у 2010 році.